# Heterogyrus milloti
Heterogyrus milloti là một loài bọ cánh cứng trong họ van Gyrinidae. Loài này được Legros miêu tả khoa học năm 1953.